# Шапша
Шапша́ (рос. Шапша) — присілок у складі Ханти-Мансійського району Ханти-Мансійського автономного округу Тюменської області, Росія. Адміністративний центр Шапшинського сільського поселення.
Населення — 547 осіб (2010, 398 у 2002).
Національний склад станом на 2002 рік: росіяни — 72 %.